# バリ舞踊

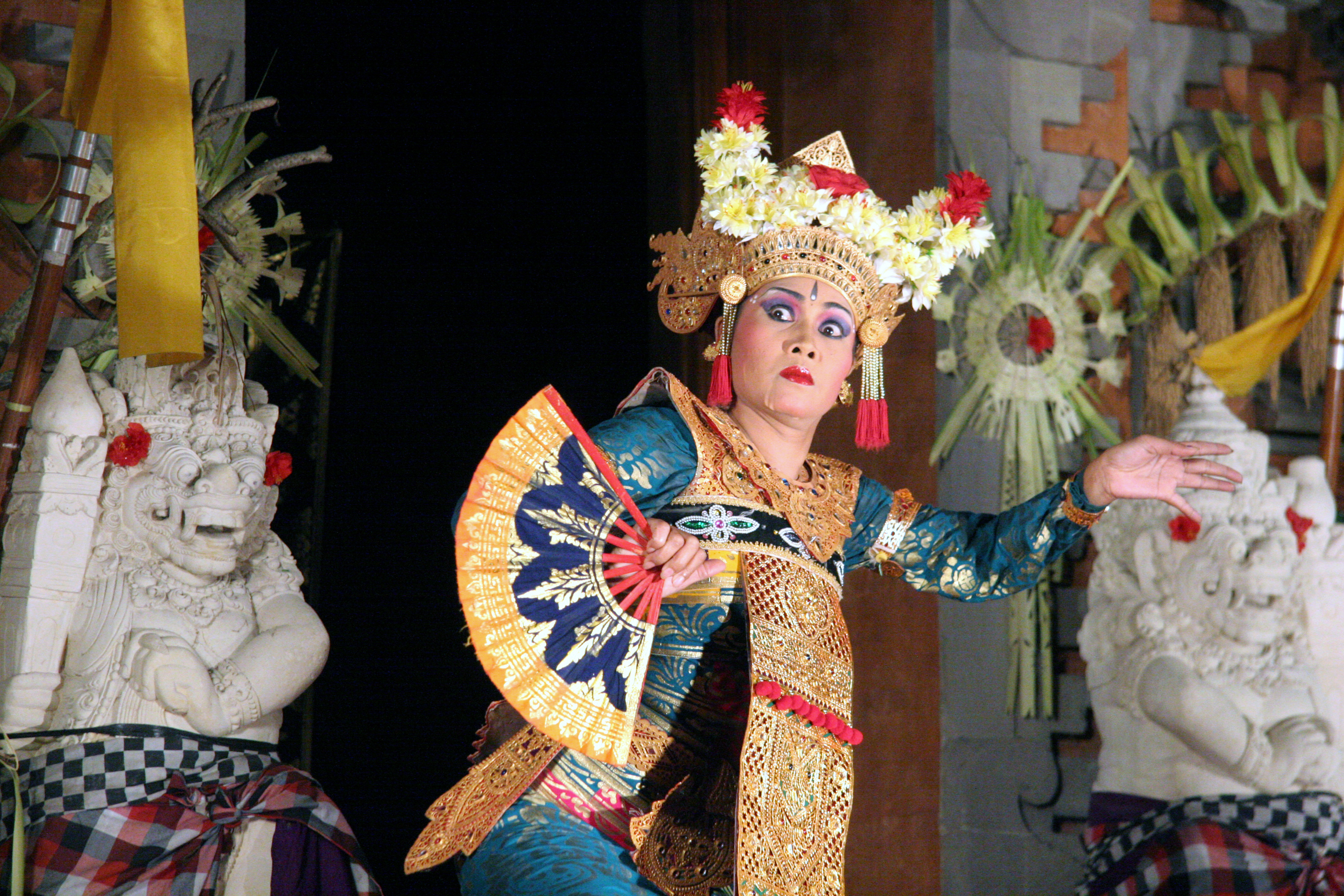
バリ舞踊

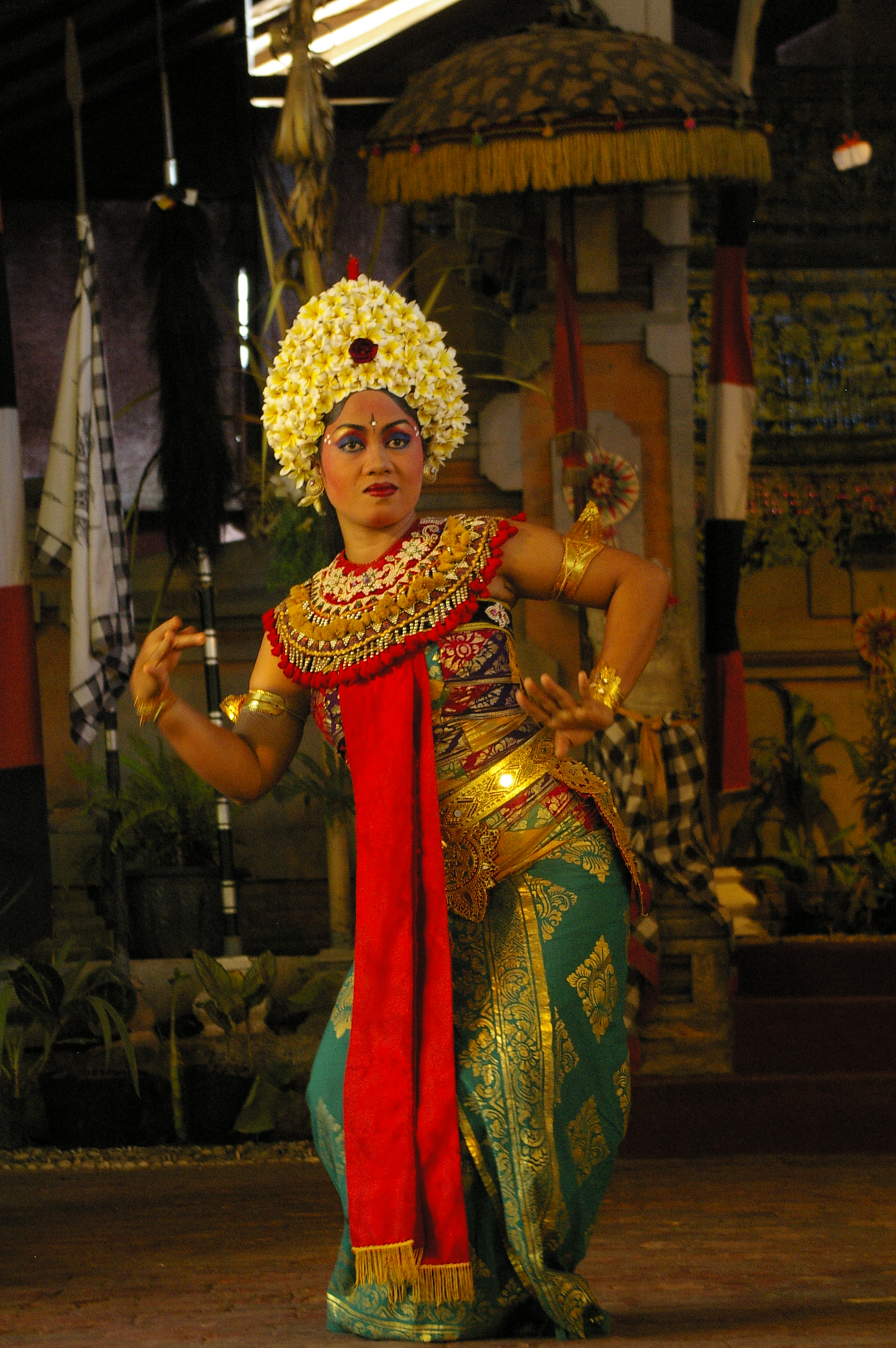
Balinese dance

バリ舞踊（バリぶよう）はインドネシアのバリ島でバリ・ヒンドゥーの儀式や冠婚葬祭の際に演じられる舞踊。各寺院には専属ダンサーがいる。バリ民族にとってバリ舞踊は生活やヒンドゥー教に欠かせない。
バリの舞踊は高度にパターン化されており、静から動、動から静へと反復構造で進行する。その所作の全てがガムランの音楽と密接に連携する点が特徴となっている。

## バリ舞踊の成立過程
バリ島の祭礼や儀礼には、必ず舞踊が伴う。今日では、舞踊芸術のケチャやレゴン、バロン・ダンス、憑依舞踊のサンヒャン・ドゥダリがよく知られている。これらは、元来は共同体の宗教儀礼として行なわれてきたものであるが、実際に観光客に見せているのは、共同体の祭祀からは切り離され観光用に仕組まれたレパートリーである。すなわち、オランダ植民統治時代に当時の中心地シガラジャでクビヤールと呼ばれる舞踊・音楽・ガムラン編成が生まれており、そして、1920年代後半に観光客を運ぶ運転手を通じて瞬く間に南部にも広がり、観光のための創作活動が盛んになり、舞踊芸術が宗教的文脈から切り離されていったのである。

## バリ舞踊の基本動作
バリ舞踊の動作はことごとくが様式化されており、各動作には名前がつけられている。以下に4つの大きな分類について説明する。
アグム(agem)静止した立ち姿勢。後ろに重心をかけ、腰をひねった状態で静止し、肘を肩と同じ高さまで上げる。踊りの種類によって重心の掛け方や足の開き、手、表情など細かく規範化されている。
タンキス(tangkis)「動き方」という意味であり、アグムを装飾する動作や、次の移動の合図となる動作など静止位置からの動作の総称。
タンダン(tandang)「力動」などの意味がある。手を振りながら歩くなど、歩行にまつわる動作を指す。
タンク(tangkep)表情や頭、首などで生命感や喜怒哀楽の感情を表現する所作の総称。

## バリ舞踊の様式
今日のバリの舞踊芸術は、宗教的な重要性に応じて、ワリ、ブバリ、バリバリアンの3段階に区分される。本稿では、1980年代初頭に、バリ舞踊の専門家イ・マデバンデムが行った整理に基づいて各舞踊をワリ、ブバリ、バリバリアンに区分してまとめる。また各舞踊の伴奏には、しばしばガムランやジュゴグ（竹のガムラン）が用いられる。

### ワリ

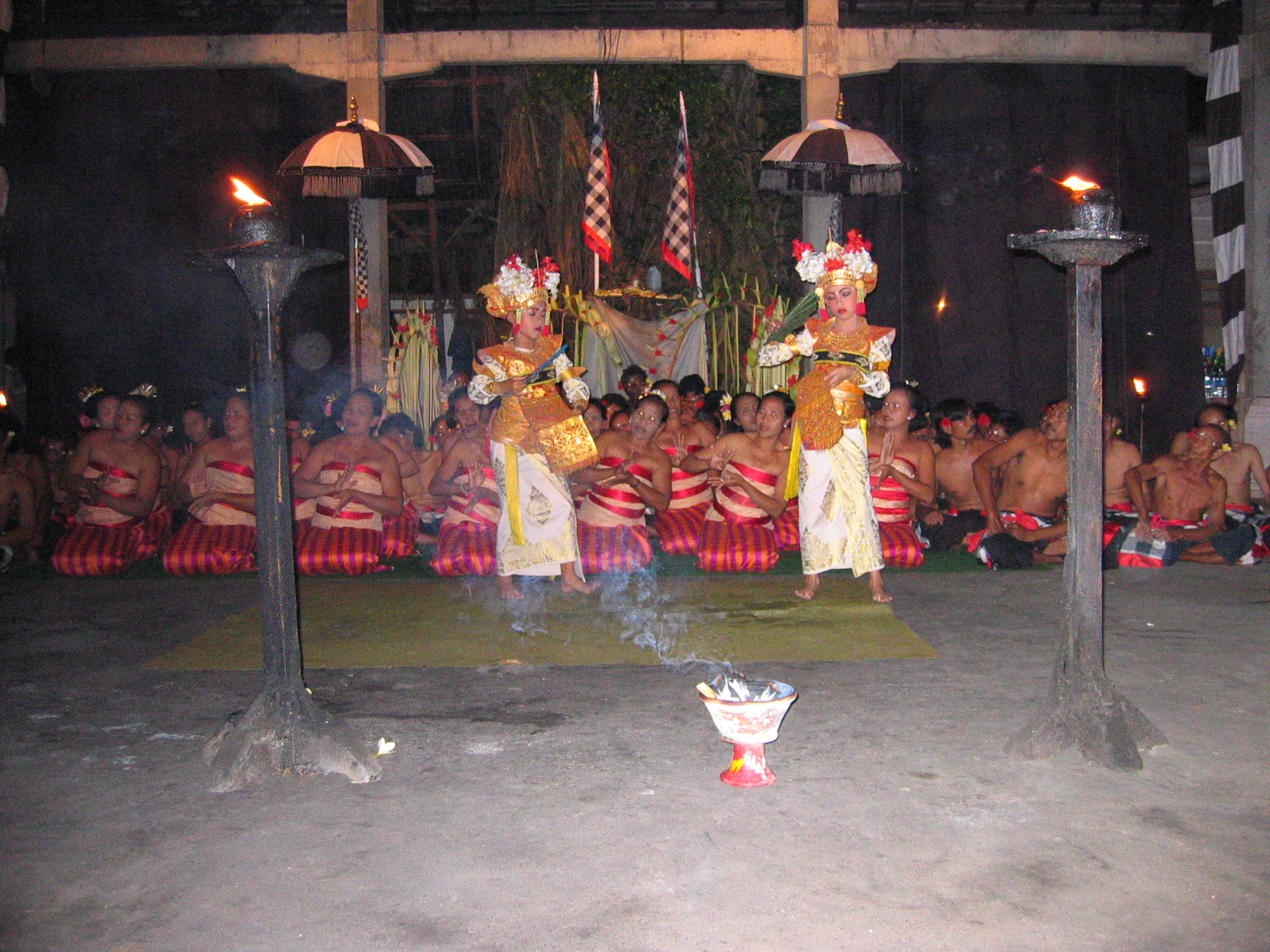
サンヒャン・ドゥダリ

ワリは、寺院で儀式として奉納される神聖な舞台芸術。
- サンヒャン・ドゥダリ
- サンヒャン・ジャラン
- ルジャン
- バリス

### ブバリ
ブバリは、寺院で儀式として奉納されるが、人前で観賞用に演じられる事もある。
- トペン
- ガンブー

### バリバリアン

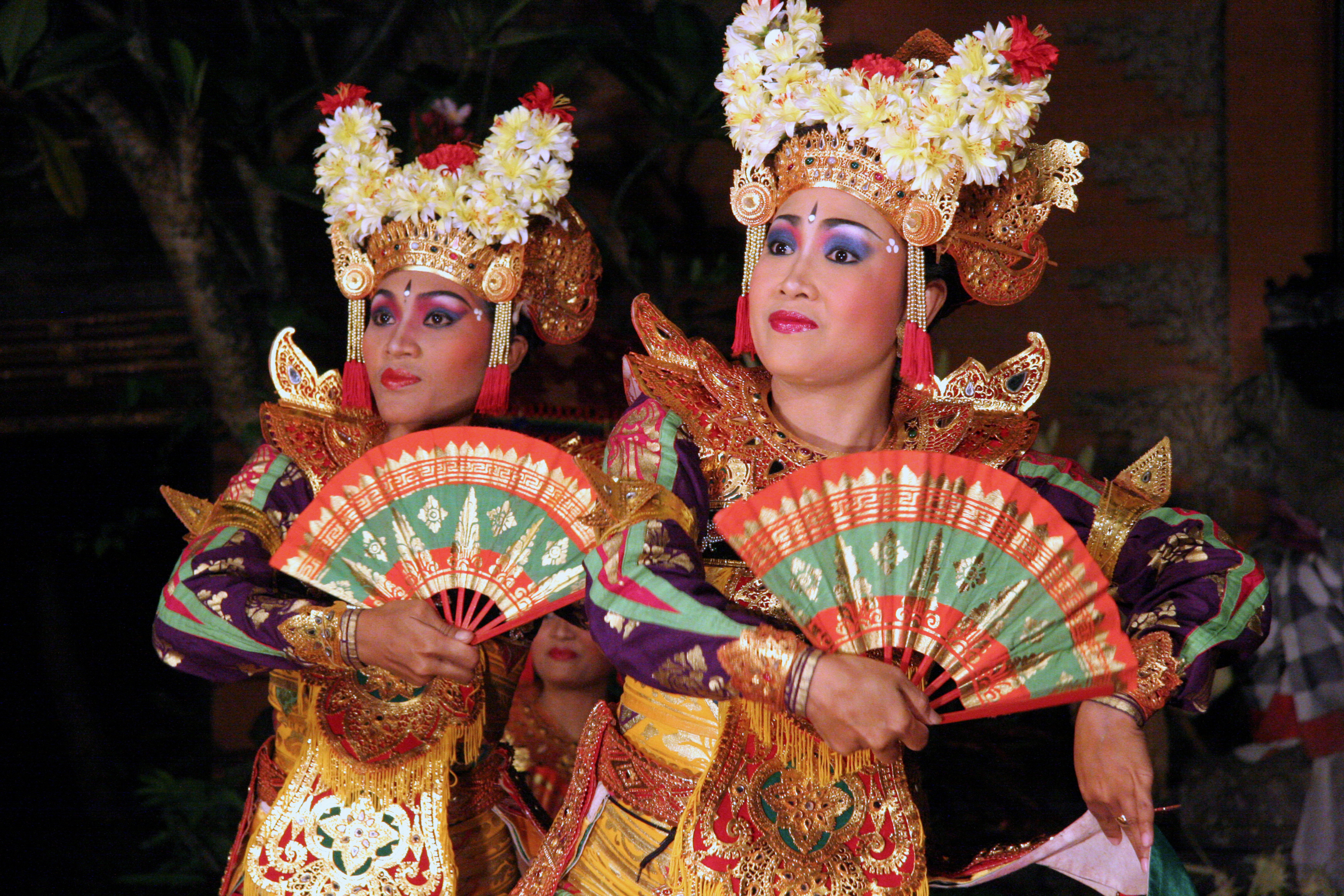
レゴン

バリバリアンは、娯楽として人前で観賞用に演じられる舞台芸術。
- レゴン
- アルジャ
- ジョゲッブンブン
- ドラマゴン
- バロン
- ペンデッ
- ジャンゲル
- ケチャ
観光客の間で最もポピュラーな舞踊。ワヤンリンマバとドイツ画家ヴァルター・シュピースの共同制作。サン・ヒャン舞踊と『ラーマーヤナ』物語を基に作られた。ワヤンリンマバとダンスカンパニーが世界ツアーで紹介し、世界中で人気を得た。
- チャロンアラン
バロンとランダの戦いをモチーフとする宗教儀礼。19世紀末に成立し、その後、観光客向けに演劇性を高めた形式となり全島に普及。

これら３つの様式が2015年に「Three genres of traditional dance in Bali」としてユネスコの無形文化遺産に登録された。